# Malbis
Malbis es un área no incorporada en el condado de Baldwin, Alabama, Estados Unidos. La comunidad se encuentra entre el cruce de la Ruta 90 y la Ruta estatal 181 de Alabama, justo al sur y al norte de la Interestatal 10. Algunas partes del asentamiento se encuentran hoy dentro de los límites de la ciudad de Daphne. La ciudad incorporada de Loxley encuentra al este y Spanish Fort al norte. Malbis se considera una comunidad o lugar poblado, pero no se identifica en el censo de Estados Unidos. Es parte del área estadística micropolitana de Daphne–Fairhope–Foley.
En Malbis se encuentra la Plantación Malbis que fue incluida en el Registro Nacional de Lugares Históricos en mayo de 2011.

## Historia
Conocido originalmente como la Plantación Malbis, el asentamiento fue fundado en 1906 por Jason Malbis, un filántropo griego nacido en Doumena, Grecia bajo el nombre de Antonius Markopoulos. Malbis había sido un monje antes de llegar a América para investigar la condición de sus compatriotas griegos que habían inmigrado a los Estados Unidos. Cambió su nombre a Jason Malbis y emigró al sur a Alabama.
Mientras viajaba por Alabama, Malbis se enamoró del Condado de Baldwin y compró la tierra que se convertiría en la colonia griega. La comunidad estuvo poblada durante muchos años principalmente por personas de herencia griega secular o religiosa. La Iglesia Memorial Malbis, es una iglesia ortodoxa griega que fue construida por los colonos y todavía se mantiene en pie.
La comunidad alguna vez tuvo panadería, una planta de hielo, un vivero de plantas, una fábrica de conservas, hoteles, restaurantes, su propia planta de energía, trementina, lechería, madera, torres de agua y muchos acres de tierras de cultivo. Durante el apogeo del éxito de la colonia, la economía se basó en gran medida en proporcionar comida de mesa a la cercana Mobile, Alabama. Gran parte del terreno se vendió para el desarrollo comercial, incluido un 500 acres (2 km²)  de campo de soya, que actualmente está cubierto por un gran centro comercial minorista.